# Mallosia heinzorum
Mallosia heinzorum är en skalbaggsart som beskrevs av Holzschuh 1991. Mallosia heinzorum ingår i släktet Mallosia och familjen långhorningar. Inga underarter finns listade i Catalogue of Life.